# Bujakowy Żleb

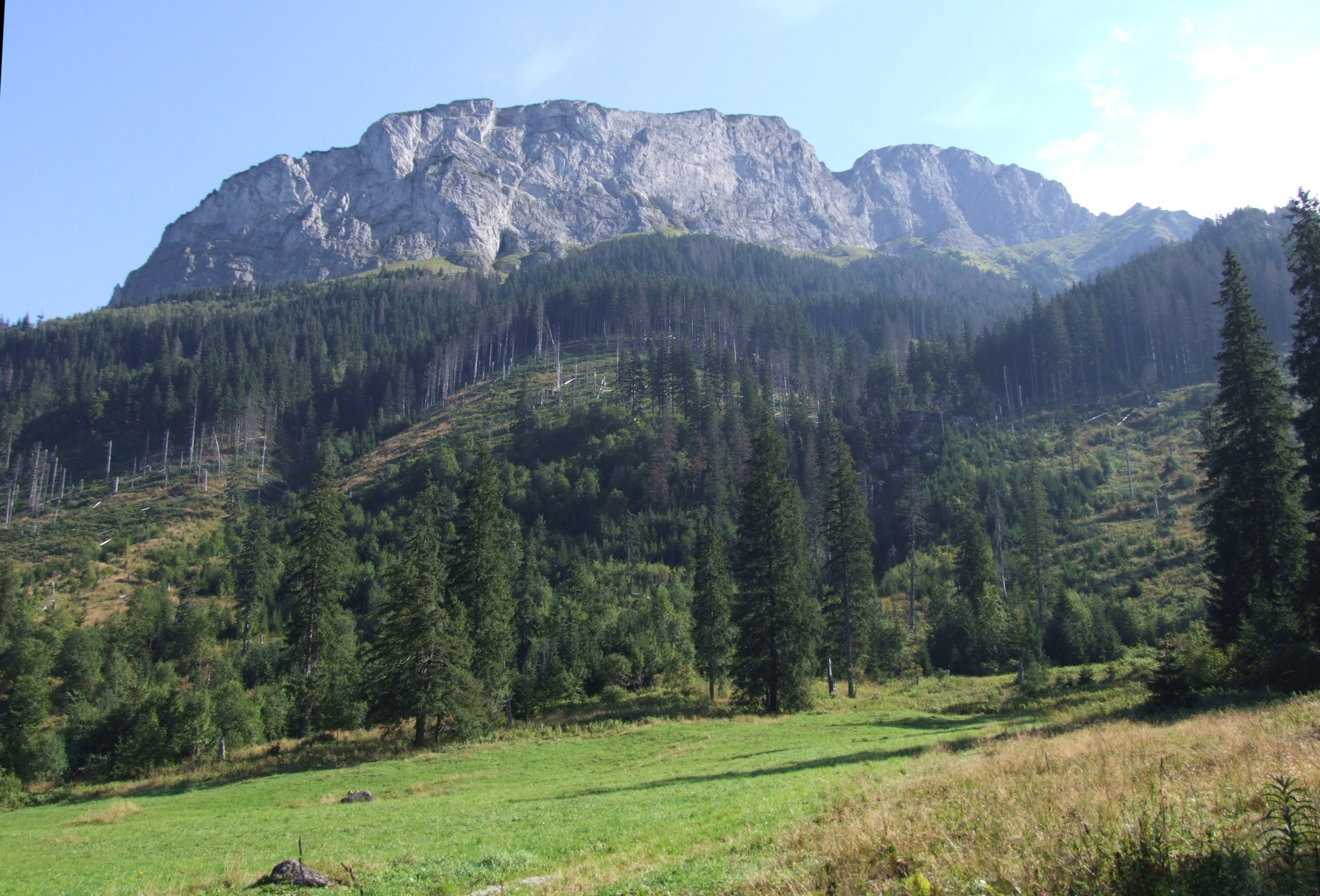
Po lewej Bujakowy Żleb, po prawej Stefanowa Dolina, u góry Murań

Bujakowy Żleb – żleb opadający z głównej grani Tatr Bielskich na środkową część Polanę pod Muraniem w słowackich Tatrach Bielskich. Jego orograficznie lewe zbocza tworzy grzęda zwana Bujakiem. prawe bezimienne zbocza. Dolną część żlebu porasta las, od wysokości około 1450 m dno żlebu staje się umiarkowanie strome, trawiasto-kosówkowe, gdzieniegdzie w jego zboczach występują skały. Górą jest trawiaste i podchodzi pod Bujakowy Przechód. Dnem dolnej części Bujakowego Żlebu spływa Bujakowy Potok, ale bardzo ubogi w wodę. Przepływa on przez środek Polany pod Muraniem i w lesie uchodzi do Jaworowego Potoku.
Przez Bujakowy Żleb i Bujakowy Przechód prowadzi najłatwiejsze przejście z Doliny Jaworowej do Nowej Doliny. Od Polany pod Muraniem prowadzi wygodna ścieżka, jest to jednak zamknięty dla turystów obszar ochrony ścisłej.
W niektórych opracowaniach nazywany bywa Bujaczym Żlebem słow. Bujači žľab.